# Counterparts (Canadese band)
Counterparts is een Canadese hardcore punkband uit de Canadese stad Hamilton, Ontario. De band is opgericht in 2007 en bestaat anno 2021 uit zanger Brendan Murphy, gitarist Alex Re, bassist Tyler Williams en drummer Kyle Brownlee.

## Geschiedenis

### Ontstaan van de band enProphets(2007-2010)
Counterparts is opgericht in Hamilton, Ontario, Canada, in 2007. De band bestond uit zanger Brendan Murphy, gitarist Jesse Doreen, gitarist Curtis Washik, bassist Eric Bazinet en drummer Ryan Juntilla. In 2009 verliet Washik de band. Alex Re kwam tijdelijk in de band als gitarist en werd daarna de vaste gitarist. In 2010 tekende de band bij Verona Records, het label van Shane Told van Silverstein.
Het debuutalbum Prophets kwam op 23 februari 2010 uit bij Verona Records. In 2010 verliet Juntilla de band. Hij werd vervangen door Chris Needham. Op 21 november 2010 kwam een split-ep uit met hardcore punkband Exalt.

### The Current Will Carry Us(2011-2012)
In het voorjaar van 2011 tekende de band bij Victory Records. In de zomer van 2011 kondigde de band aan dat ze een nieuw album aan het opnemen waren. Needham verliet de band en Juntilla kwam terug in de band voor de opnames van het tweede album The Current Will Carry Us. Dit album kwam uit op 25 oktober 2011 bij Victory Records.
Tijdens de Canadese headliner-tour van de band viel Kyle Brownlee in voor Juntilla. Later in de zomer van 2012 werd aangekondigd dat Juntilla de band had verlaten. Kelly Bilan verving hem als drummer.

### The Difference Between Hell and Home, Tragedy Will Find Usen line-upwijzigingen (2013-2016)
Het derde album van de band, The Difference Between Hell and Home, kwam uit op 24 juli 2013.
In oktober 2013 verliet gitarist Alex Re de band. Hij werd vervangen door Adrian Lee. In 2014 verliet Eric Bazinet ook de band. Blake Hardman van Hundredth verving hem op bas gedurende de Fuck The Message tour met als headliner Stick To Your Guns. Kort daarna kwam Brian Kaczmarczyk bij de band als basgitarist.
Op 23 april 2015 maakte de band bekend dat ze getekend hadden bij Pure Noise Records en New Damage Records. Pure Noise zou het nieuwe album in de Verenigde Staten uitbrengen en New Damage Records in Canada. Het vierde album Tragedy Will Find Us kwam uit in juli 2015. Tyler Williams kwam in deze periode ook bij de band.
In het voorjaar van 2017 ging de band weer de studio in met Will Putney van Graphic Nature Audio (Every Time I Die, The Amity Affliction) als producent.

### You're Not You Anymore(2017-heden)
Het vijfde album van de band, You're Not You Anymore, kwam uit op 22 september 2017 bij New Damage/Pure Noise Records. Drummer Bilan, die sinds 2012 bij de band zat, en gitarist Jesse Doren die als enig origineel bandlid nog in de band zat, hadden inmiddels de band verlaten en deden niet meer mee op dit album. Nieuwe bandleden waren naast bassist Tyler Williams gitarist Blake Hardman (ex-Gideon, ex-Hundredth) en drummer Kyle Brownlee.
Op 1 november 2019 kwam het zesde studioalbum Nothing Left To Love uit via New Damage/Pure Noise Records. Gitarist Adrian Lee verliet de band vlak voor ze de studio in zouden gaan. Alex Re was bij dit album weer terug bij de band als gitarist en achtergrondzanger. Met dit album kwam de band op plek 97 van de Billboard 200 hitlijst.
Op 6 juli 2021 maakte gitarist Blake Hardman op zijn Twitter bekend geen deel meer uit te maken van Counterparts.

## Leden

### Huidige leden
- Brendan Murphy – zang (2007–heden)
- Alex Re – gitaar, achtergrondzang, zang (2009–2013; 2019–heden)
- Kyle Brownlee – drums, slagwerk (2012, 2016, 2017–heden)
- Tyler Williams – basgitaar, achtergrondzang (2017–heden)
- Jesse Doreen – leadgitaar (2007-2016, 2021-heden)

### Voormalige leden
- Curtis Washik – gitaar (2007–2009)
- Chris Needham – drums, slagwerk (2010–2011)
- Ryan Juntilla – drums, slagwerk (2007–2010; 2011–2012)
- Adrian Lee – gitaar (2013–2019), bass (2017)
- Eric Bazinet – basgitaar (2007–2014)
- Brian Kaczmarczyk – basgitaar (2014–2017)
- Ben Leathem – drums, slagwerk (2016–2017)
- Kelly Bilan – drums, slagwerk (2012–2016)
- Blake Hardman – gitaar, achtergrondzang (2016–2021), basgitaar (2014, 2017)

## Discografie

### Studio-albums
- Prophets (2010)
- The Current Will Carry Us (2011)
- The Difference Between Hell and Home (2013)
- Tragedy Will Find Us (2015)
- You're Not You Anymore (2017)
- Nothing Left to Love (2019)

### Ep's
- Counterparts - Untitled four-song EP (2008)
- Counterparts / Exalt Split (2010)
- Counterparts Live on Audiotree (2016)
- Private Room (2018)

### Singles
- Selfishly I Sink (2018)
- Purer Form of Pain - Nothing Left to Love B-Sides (2020)

### Videoclips
- "Jumping Ship" (2011)
- "The Disconnect" (2012)
- "Witness" (2013)
- "Burn" (2015)
- "Collapse" (2015)
- "Stranger" (2016)
- "Bouquet" (2017)
- "Swim Beneath My Skin" (2017)
- "You're Not You Anymore" (2018)
- "Paradise and Plague" (2019)